# 再度筋町
再度筋町（ふたたびすじちょう）は兵庫県神戸市中央区の町名。住居表示実施済区域。丁番を持たない単独町名である。郵便番号650-0005。

## 地理
旧生田区市街地北西端、宇治川の右岸（北西側）に位置する。住宅地域。北は背山の神戸港地方、東は宇治川を挟んで諏訪山町、南東は宇治川を挟んで山本通、南は宇治川を挟んで中山手通、西は兵庫区楠谷町と接する。

### 地価
住宅地の地価は、2014年（平成26年）1月1日の公示地価によれば、再度筋町12-6の地点で23万4000円/m2となっている。

## 歴史
1932年（昭和7年）に神戸市神戸区神戸港地方の一部から成立した。1945年（昭和20年）より生田区、1980年（昭和55年）より中央区に所属。再度筋とは明治6年完成した神戸山手の南北道路8本のうち西から2筋目の称で、再度山への登り口という意味であり、明治7年～明治後期にかけて町名としても存在した。
- 1945年（昭和20年）、兵庫区楠谷町と境界変更。

## 世帯数と人口
2021年（令和3年）12月31日現在の世帯数と人口は以下の通りである。
| 町丁     | 世帯数  | 人口  |
| -------- | ------- | ----- |
| 再度筋町 | 375世帯 | 693人 |

### 人口の変遷
国勢調査等による人口の推移
| 1950年（昭和25年） | 1,197人 | [ 5 ] |  |
| 1960年（昭和35年） | 1,462人 | [ 5 ] |  |
| 1988年（昭和63年） | 1,117人 | [ 5 ] |  |
| 2005年（平成17年） | 724人   | [ 6 ] |  |

### 世帯数の変遷
国勢調査等による世帯数の推移。
| 1950年（昭和25年） | 302世帯 | [ 5 ] |  |
| 1960年（昭和35年） | 372世帯 | [ 5 ] |  |
| 1988年（昭和63年） | 412世帯 | [ 5 ] |  |
| 2005年（平成17年） | 359世帯 | [ 6 ] |  |

## 小・中学校の学区
市立小・中学校に通う場合、学区は以下の通りとなる。
| 番地 | 小学校               | 中学校                 |
| ---- | -------------------- | ---------------------- |
| 全域 | 神戸市立山の手小学校 | 神戸市立神戸生田中学校 |

## 交通

### 鉄道
町内に鉄道駅はない。

### 道路
- 山麓線

## 施設
- 日本基督教団神戸再度筋教会
- 天理教甲辺分教会

神戸市水道局奥平野浄水場の敷地が西の兵庫区楠谷町から入り込む。